# 1865 Кербер
1865 Кербер (енгл. 1865 Cerberus) је Аполо астероид са пречником од приближно 1,2 km.
Афел астероида је на удаљености од 1,584 астрономских јединица (АЈ) од Сунца, а перихел на ,575 АЈ.
Ексцентрицитет орбите износи 0,467, инклинација (нагиб) орбите у односу на раван еклиптике 16,093 степени, а орбитални период износи 409,933 дана (1,122 годину).
Апсолутна магнитуда астероида је 16,84 а геометријски албедо 0,22.
Астероид је откривен 26. октобра 1971. године.